# Tami Lane
Tami Lane (16 de junho de 1974) é uma maquiadora estadunidense. Venceu o Oscar de melhor maquiagem e penteados na edição de 2006 por The Chronicles of Narnia: The Lion, the Witch and the Wardrobe, ao lado de Howard Berger.